# Rumäniens socialdemokratiska parti
Rumäniens socialdemokratiska parti,  Partidul Democraţiei Sociale in România (PDSR), var ett politiskt parti i Rumänien, bildat 1992 genom samgående mellan Demokratiska nationella räddningsfronten (FDSN), Republikanska partiet, Kooperativa partiet och Socialdemokratiska partiet i Rumänien.
FDSN under ledning av Ion Iliescu var det största av dessa partier och regerade landet efter att 1992 ha brutit sig ur Nationella räddningsfronten och vunnit de allmänna valen.
1994 till 1996 samregerade PDSR med tre ytterlighetspartier; Nationella enighetspartiet, Storrumänska partiet och Socialistiska arbetarpartiet.
PDSR förlorade valet 1996 till valalliansen Rumänska demokratiska konventet (CDR) som kom att samregera med Rumänska socialdemokratiska partiet (PSDR).
PSDR bytte dock senare fot och ingick, i valet 2000, i den segrande koalitionen Socialdemokratiska pelaren tillsammans med bland annat PDSR.  Den 16 januari 2001 gick de båda partierna ihop och bildade det nuvarande Socialdemokratiska partiet (PSD).